# Haematopota anomala
Haematopota anomala är en tvåvingeart som beskrevs av Travassos Dias 1956. Haematopota anomala ingår i släktet Haematopota och familjen bromsar. Inga underarter finns listade i Catalogue of Life.